# Баба-гора
Баба-гора, Баба (болг. Баба, Етрополска Баба) — вторая по высоте вершина после Мара-Гидия (1790 м) в Этропольском Балкане в западной части горной системы Стара-Планина (Балканы), в Болгарии. Расположена на территории общины Етрополе Софийской области, в 9 километрах к югу от города Етрополе, в 6 километрах к северо-востоку от Буново. Высота 1787 метров над уровнем моря. На северных склонах растёт буковый лес. К востоку находится карьер медной руды рудо-обогатительного комбината «Елаците», к западу — хижина Чавдар — один из 100 туристических объектов Болгарии. К западу хребет по трём туннелям через перевал Витиня пересекает автомагистраль «Хемус», к востоку по Златицкому перевалу — республиканский путь II-37
Во время русско-турецкой войны 1877—1878 гг. 13 (25) декабря 1877 года через перевал Баба-гора из Етрополе в Буново было назначено перейти русской отдельной Этропольской колонне под начальством генерал-лейтенанта Дандевиля, чтобы действиями против правого фланга турок облегчить действия против левого фланга турок, удерживающих перевал Арабконак, главной колонны Западного отряда генерала Гурко, направленной через Чурьякский перевал. К вечеру того же дня генерал-майор Краснов с авангардом достиг перевала. Горная тропа, поднявшись на северный отрог Баба-горы, огибает гору с севера и запада и за гребнем перевала раздваивается на Буново и Мирково. 14 (26) декабря отряд (несколько более 5 тысяч человек) собрался на перевале, напротив турецкой позиции, расположенной на горе Шандорнике. 14 и 15 декабря отряд искал спуски с перевала, занесённые глубоким снегом. Утром 16 декабря русская артиллерия стала обстреливать турецкие укрепления, но к вечеру того же дня поднялся сильный снежный буран. Генерал Дандевиль разослал во все стороны приказания войскам спуститься обратно, но посланные им ординарцы, вследствие непроглядной темноты и метели, частью вернулись, не найдя войск, частью пропали без вести. Только к утру 17 декабря одному казаку удалось доставить войскам отданное приказание. 18 декабря войска собрались в Етрополе, потеряв 53 нижних чинов замерзшими, 13 офицеров и 813 нижних чинов — сильно обмороженными. Отогрев людей в Етрополе, генерал Дандевиль 19 декабря двинул свой отряд уже не на Баба-гору, а на соединение с отрядом Брока на Златицкий перевал, через который и перешел Стара-Планина 20 и 21 декабря.
В местности «Хаджийца», к западу от Баба-горы установлен памятник с надписью на болгарском языке: «Здесь 28 и 29.ХІІ.1877 г. колонна русских войск под командой генерала Дандевиля пересекла Балкан из Етрополе до Буново. В походе приняли участие и 700 душ болгар, под руководством д-ра Цариградского. В снежной буре погибли за свободу Болгарии 841 солдат и 18 офицеров. Поклон!». На обратной стороне памятника написаны слова из приказа Гурко, отданного им 25 декабря 1877 года (5 января 1878 года) в Софии: «Пройдут годы, и потомки наши, посетив эти дикие горы, с гордостью и торжеством скажут: здесь прошли русские войска и воскресили славу суворовских и румянцевских чудо-богатырей!» Болгары называют его просто «Памятник деду» (болг. «Паметник на дядо»).